# Рубин, Дмитрий Александрович
Дмитрий Александрович Ру́бин (5 мая 1962, Ленинград — 5 июля 2017) — российский поэт-песенник, сценарист, актёр и музыкант (автор-исполнитель), один из основателей группы «Секрет», написал тексты для песен «Привет», «Алиса», «Именины у Кристины» и др. Был участником группы «Интеграл». Песни на стихи Рубина звучали в исполнении Аллы Пугачёвой, Татьяны Булановой, Михаила Боярского, Максима Леонидова, Сергея Рогожина, групп «На-На», «Интеграл», «Кафе», «Колибри» и многих других артистов.

## Биография
Родился в 1962 году в Ленинграде. Окончил ленинградскую школу № 1, где совместно с Михаилом Борзыкиным (впоследствии лидером рок-группы «Телевизор») создал школьный ансамбль.
В 1979 году поступил в ЛГИТМиК, на курс Аркадия Кацмана и Льва Додина, где состоялось его знакомство с Максимом Леонидовым и Николаем Фоменко.
Принимал участие в культовом спектакле «Ах, эти звёзды!», где сыграл роли Демиса Руссоса и Андрея Макаревича.
В 1982 году вместе с Леонидовым и Фоменко создал бит-квартет «Секрет», но покинул группу ещё до её «взлёта», уступив место Андрею Заблудовскому. Однако песни, стихи к которым написал Рубин — такие, как «Привет», «Алиса», «Именины у Кристины», «Старый ковбой» и многие другие остаются в репертуаре группы.
Покинув «Секрет» в 1983 году (на какое-то время перейдя в «Интеграл» к Бари Алибасову), Рубин отверг предложение работать в театре и продолжил сочинительство. В том же году закончил ЛГИТМиК.
Среди соавторов Дмитрия Рубина — Максим Леонидов, Андрей Иванов, Игорь Корнелюк, Бари Алибасов и другие. Песни на стихи Рубина звучали в исполнении Аллы Пугачёвой, Татьяны Булановой, Михаила Боярского, Максима Леонидова, Сергея Рогожина, групп «На-На», «Интеграл», «Кафе», «Колибри» и многих других артистов. В общей сложности Рубин является автором или соавтором более чем 300 песен.
Автор стихов мюзикла «Кентервильское привидение» (по одноимённой повести).
Кроме того, Рубин выступал сольно, а в 2007 году создал собственный музыкальный коллектив.
Помимо музыки, работал как сценарист, сотрудничал с рядом российских киностудий. Написал сценарии для сериалов «Улицы разбитых фонарей», «Голландский пассаж», «Морские дьяволы», «Роковое сходство», «Дорожный патруль».
Скончался от рака печени 5 июля 2017 года.
Похоронен на Еврейском кладбище в Санкт-Петербурге.

## Дискография
- 2002—2003 — «Кентервильское привидение», мюзикл
- Привет (2007)
- Свет северной ночи (2008)
- На набережной Крюкова канала (2009)
- Лестница (2010)

## Фильмография
- 1989 — Чёрный кот (музыкальный телефильм)
- 1998 — Улицы разбитых фонарей Куколка - Сергей Бермудин (телесериал)

## Книги
- Менты. Пропавшие без вести. Общий наркоз. Серия: Менты. АСТ, 2004 — ISBN 5-17-018180-9
- Менты. Несчастный случай. Глубокое погружение. Серия: Менты. АСТ, 2003 — ISBN 5-17-018046-2, 5-17-017802-6
- Менты. Смертельный дубль. Окончательное решение. Серия: Менты. АСТ, 2003 — ISBN 5-17-017803-4
- Менты. Вредная привычка. Сомнительная сделка. Серия: Менты. АСТ, 2003 — ISBN 5-17-017804-2
- Менты. Последняя загадка (Последняя загадка / Разбой на Фонтанке). Серия: Менты. АСТ, 2002 — ISBN 5-17-016279-0, 5-17-015456-9
- Менты. Вредная привычка. Сомнительная сделка. Серия: Менты. АСТ, 2002 — ISBN 5-17-016280-4[6]
- Менты. Чёрный король. (Свадебный подарок. / Товарищ по партии / Чёрный король). Серия: Менты. АСТ, Фолио, 2002 — ISBN 5-17-011493-1, 966-03-1620-8
- Менты. Страх высоты. (Страх высоты / «Золотой интеллект») Серия: Менты. АСТ, Фолио, 2002 — ISBN 5-17-012937-8, 966-03-1713-1[7]
- Менты. Смертельный дубль. Серия: Менты. АСТ, 2002, 285 стр., 10000 экз. — ISBN 5-17-014671-X
- Выстрел из прошлого. Серия: Российский детектив. Фолио-Плюс, 2001, 384 стр., 5000 экз. — ISBN 5-9246-0017-3[8]

## Мюзикл
- Кентервильское привидение.